# Pectocera delessertii
Pectocera delessertii là một loài bọ cánh cứng trong họ Elateridae. Loài này được Guérin-Méneville miêu tả khoa học năm 1840.